# Aletris obovata
Espèce
Classification APG III (2009)
Aletris obovata est une espèce végétale de la famille des Liliaceae, selon la classification classique, des Nartheciaceae, selon la classification phylogénétique.